# Dallgow-Döberitz
Dallgow-Döberitz là một đô thị thuộc huyện Havelland, bang Brandenburg, Đức.